# Surtees TS10
De Surtees TS10 was een Formule 2-raceauto die werd ontwikkeld door de Surtees Racing Organisation van motor- en autocoureur John Surtees. Hij werd ingezet van 1972 tot 1974, hoewel de opvolger Surtees TS15 al in 1973 verscheen. Mike Hailwood werd met deze auto in 1972 Europees kampioen. De auto paste ook binnen de regelgeving voor de Formula Atlantic, maar voor dat doel werden in elk geval geen nieuwe exemplaren gekocht.

## Voorgeschiedenis
Toen coureur John Surtees in 1966 zijn eigen team oprichtte, reed hij in de Can-Am-series met een Lola, waarmee hij ook prompt won. In 1968 nam hij een Formule 5000-project van constructeur Len Terry over, dat door de Amerikaanse klanten was afgewezen. Hieruit ontstond de eerste door Surtees zelf uitgebrachte auto, de Surtees TS5. Surtees, die zelf nog in de Formule 1 actief was, ontwikkelde al snel de Surtees TS7 voor de Formule 1, gevolgd door de Surtees TS8 voor de Formule 5000 en de Surtees TS9(B) voor de F1. De Formule 5000 was in de Verenigde Staten (als "Formula A") vrij populair, maar Surtees zag weinig toekomst in Europa. Hoewel hij in 1972 nog de F5000-Surtees TS11 bouwde, besloot hij zich meer te gaan richten op de Formule 2.

## Surtees TS10

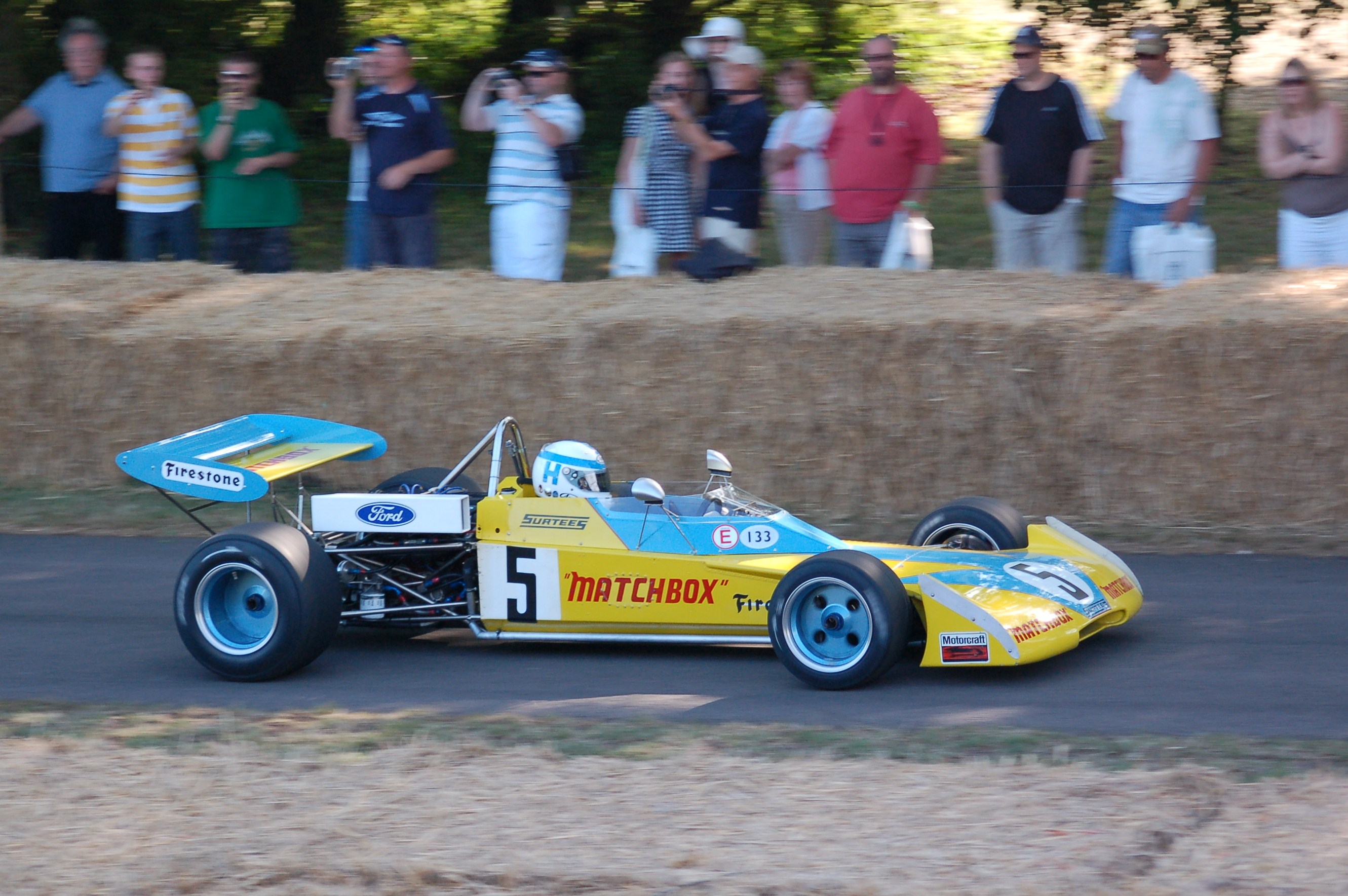
Surtees-Hart TS10

De auto kreeg een smal monocoque chassis, waarbij de neusvleugel over de volle breedte liep. De motor was aan het kopschot geschroefd, maar had wel een buizen-hulpframe. De radiateur lag vrijwel horizontaal in de neus van de auto. De double wishbone onafhankelijke wielophanging was tamelijk orthodox, met schroefveren die rondom de schokdempers zaten. De eerste motor was een door Brian Hart getunede Ford Cosworth DBA 1850cc-viercilinderlijnmotor met dubbele bovenliggende nokkenassen. Aan het einde van het seizoen 1972 werd de motor vervangen door Brian Hart's 2liter-aluminium viercilinder. De Hewland F.G. 400-vijfversnellingsbak kwam rechtstreeks uit de Formule 1 en werd ook in de Surtees TS9 gebruikt. 
Als sponsor werd modelautofabrikant Matchbox aangetrokken en Mike Hailwood als coureur. Hailwood had in 1971 met de Surtees TS8 vier Formule 5000-races gewonnen en was voor het seizoen 1972 als vaste coureur aangetrokken voor de Formule 1, de Formule 2 en de Tasman Series in Australië. Hailwood werd met deze auto inderdaad Europees Formule 2-kampioen in 1972. Surtees was van plan in 1972 tien auto's te verkopen en in 1973 nog eens dertig, maar in de praktijk werden er geen nieuwe TS10's aan klanten verkocht. Een tweede auto werd gereden door John Surtees zelf, de derde door de Argentijn Carlos Ruesch (met sponsoring van YPF) en de vierde door de Italiaan Andrea de Adamich (met sponsoring van FINA). Een vijfde chassis werd gebouwd voor de Adamich nadat deze zijn met zijn eerste auto gecrasht was. De zesde auto was voor Ruesch, die zijn auto in Pau had afgeschreven. De zevende auto werd voor het eerst gereden door Dieter Quester op de Österreichring in juli 1972, maar zou later ook gebruikt worden door Mike Hailwood, Carlos Pace, Lian Duarte, Silvio Moser en Alberto Colombo.
In 1973 kwam al de opvolger van de TS10, de Surtees TS15. Enkele van de TS10's werden toen wel doorverkocht. De eerste auto van Hailwood werd tot 1980 gebruikt in heuvelklimwedstrijden door verschillende eigenaren. De tweede auto bleef in het bezit van de familie Surtees en werd regelmatig gedemonstreerd door Surtees' zoon Henry. De auto van de Adamich werd in 1973 verkocht aan Romano Martini, die racete onder de naam "Shangri-Lá". Hij reed er Formule 2 en heuvelklims mee. In 1974 werd de auto uitgeleend aan Helmuth Koinigg voor een Formule 2-race op de Hockenheimring. Deze auto kwam terecht bij Mario Colombo in Zwitserland, die hem liet restaureren en vervolgens aan zijn muur hing. De auto van Dieter Quester werd in 1973 overgespoten in Marlboro-kleuren en gereden door Silvio Moser.